# Lobet den Herrn, alle seine Heerscharen, BWV Anh. 5

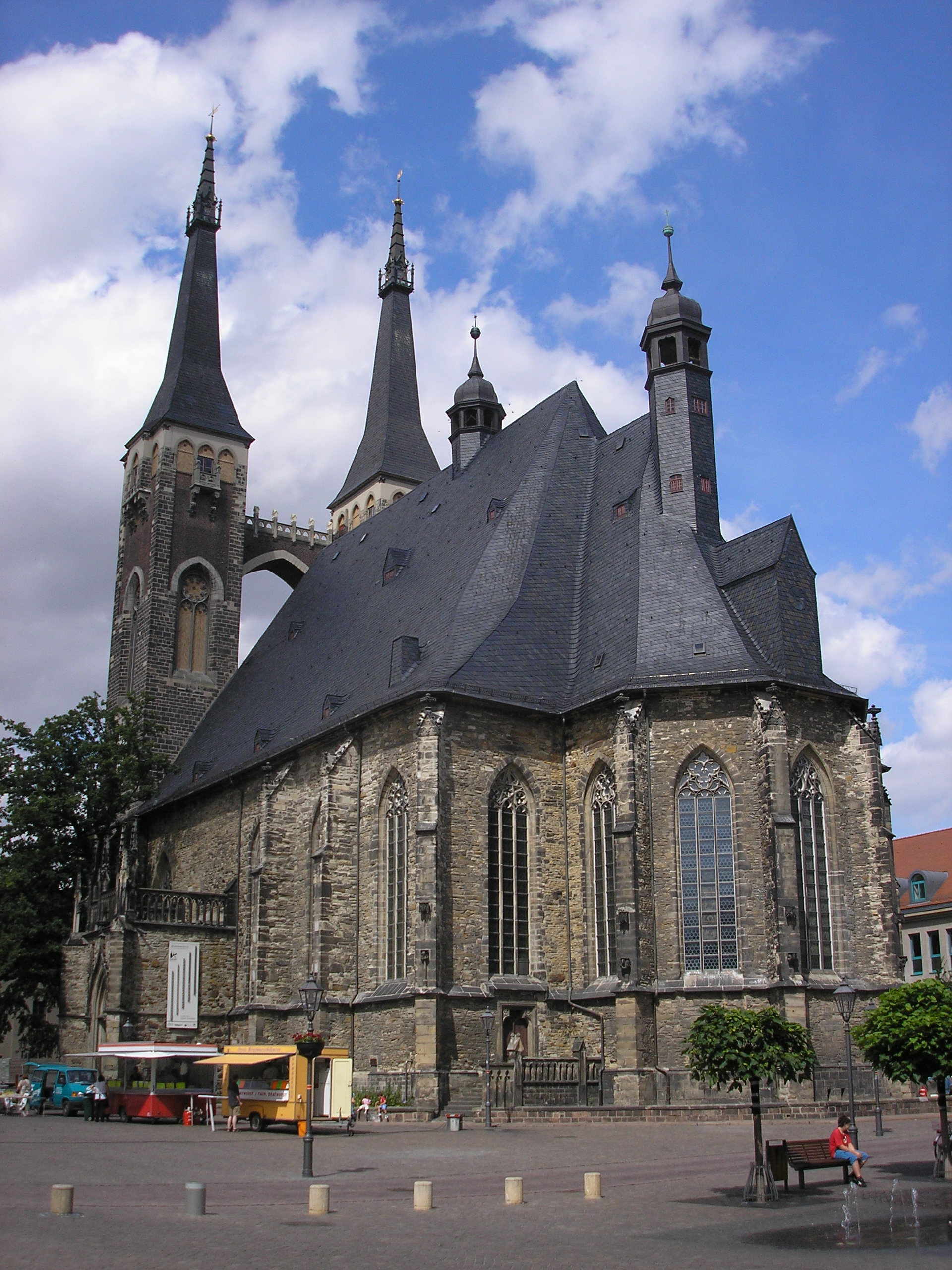
St. Jakobs (Köthen), donde se estrenó la cantata Lobet den Herrn, alle seine Heerscharen en diciembre de 1718.

Lobet den Herrn, alle seine Heerscharen, (en español, Alabado sea el Señor, todos sus grandes ejércitos), BWV 1147, BWV Anh. 5, es una cantata de iglesia con texto de Christian Friedrich Hunold que fue probablemente interpretada en un escenario por Johann Sebastian Bach para el vigésimo cuarto cumpleaños del príncipe Leopoldo de Anhalt-Köthen el 10 de diciembre de 1718. La composición se perdió, pero su libreto sobrevive en una impresión de 1719.

## Historia
Johann Sebastian Bach había sido maestro de capilla en Köthen desde 1717. Durante su empleo para el príncipe Leopold, donde permaneció hasta 1723, compuso la mayoría de su música secular. La música vocal que compuso en Köthen consistió casi en exclusiva en cantatas seculares basadas en libretos de Christian Friedrich Hunold, quien publicó dichos textos bajo el seudónimo de Menantes. Las cantatas seculares de Bach de ese periodo son a menudo serenatas festivas para ocasiones tales como el Año nuevo y el cumpleaños del príncipe. Álrededor de su vigesimocuarto cumpleaños, el príncipe Leopold contrató a varios músicos visitantes, incluyendo a los cantantes Prese y Johann Gottfried Riemschneider, Johann Georg Linike como concertino y Johann Gottfried Vogler, quien se había unido a la Neukirche, el Collegium Musicum y la ópera de Leipzig a finales de la década de 1710.
Estos músicos y Bach participaron en la representación de dos cantatas en el cumpleaños el príncipe, el 10 de diciembre de 1718: Lobet den Herrn, alle seine Heerscharen en St. Jakobs y la cantata secular Der Himmel dacht auf Anhalts Ruhm und Glück, BWV 66a, también sobre un texto de Hunold. La música de ambas se ha perdido y se las conoce a partir de sus libretos, que fueron publicados por Hunold en 1719. Lobet den Herrn, alle seine Heerscharen es la única cantata sacra del periodo de Bach en Köthen: la corte de Anhalt-Köthen era calvinista, lo que la caracterizaba por su abersión a elaborar la música sacra. A menudo se agrupa entre la música sacra de Bach a Ihr wallenden Wolken, BWV 1150, una cantata de Año nuevo en honor del príncipe Leopold completamente perdida, pero bien podría haber sido una obra secular.

## Texto y música
En su libreto impreso, Hunold indica Salmos 119:175: «Deja que mi alma viva, y te alabará; y que tus juicios me ayuden», como el tema de la cantata. Esta comienza con un dictum, Salmos 103:21: «Bendigan al Señor, todos sus ejércitos; que lo sirven y hacen su voluntad». La cantata tiene seis movimientos adicionales: tres recitativos, cada uno de los cuales es seguido por un aria.
No se conserva la música de la cantata, aunque se considera posible que Bach parodiara el primer movimiento de la cantata en 1723 como el coro de apertura de su cantata Lobe den Herrn, meine Seele, BWV 69a.